# Xian de Namling
Le xian de Namling (tibétain : རྣམ་གླིང་རྫོང་, Wylie : rnam gling rdzong, THL : Namling Dzong ; 南木林县 ; pinyin : Nánmùlín Xiàn) est un district administratif de la région autonome du Tibet en Chine. Il est placé sous la juridiction de la préfecture de Xigazê.

## Démographie
La population du district était de 71 994 habitants en 1999.